# Dell Axim

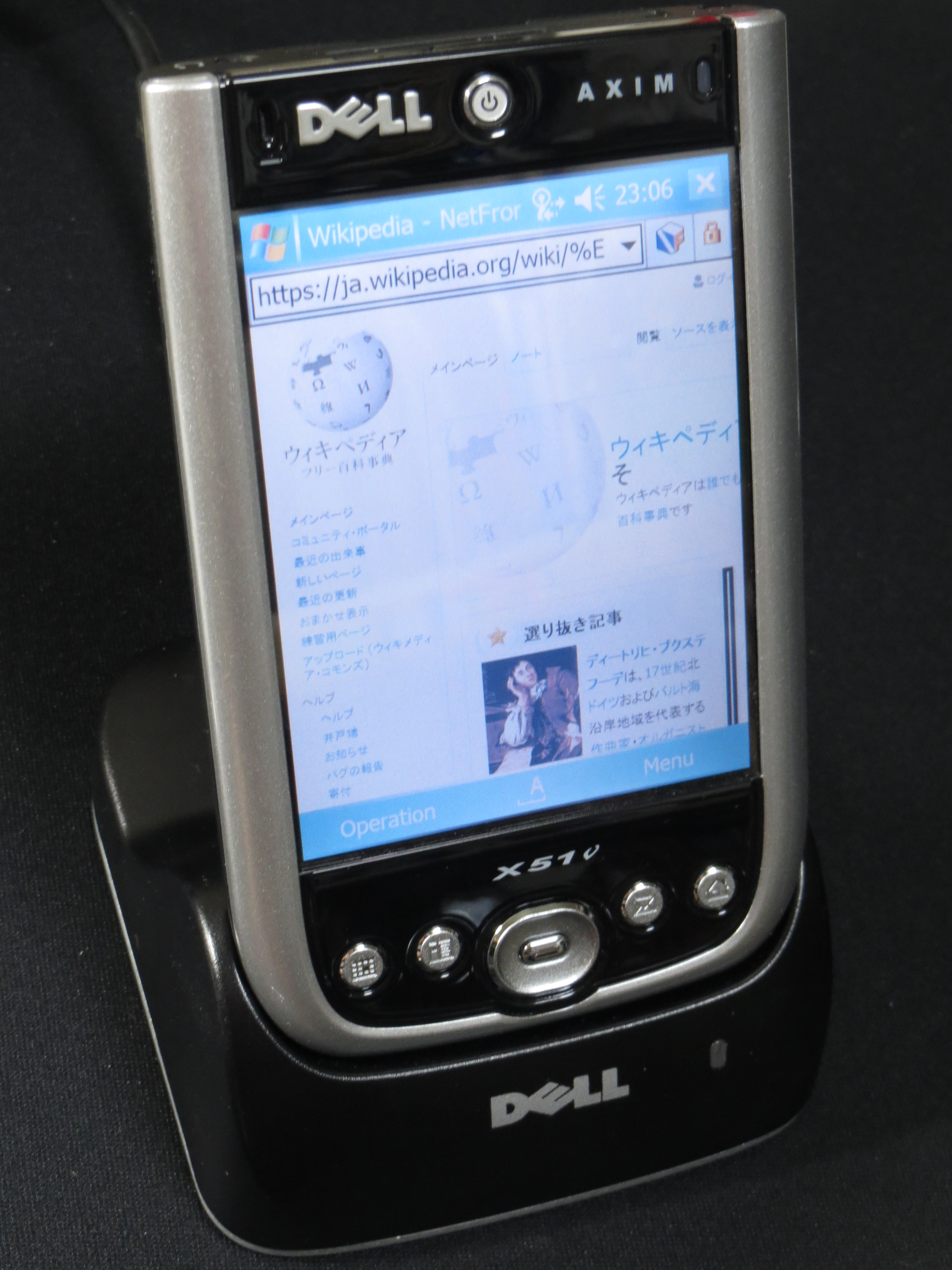
Dell Axim X51v de 2005.

Axim fue una familia computadores de bolsillo fabricadas por Dell, entre el 2002 y el 9 de abril de 2007. Utilizaban el sistema operativo Windows Mobile. El primer modelo en ser presentado fue la Axim x5 y el último la Axim x51.

## Productos
- Dell Axim x5
  - Dell Axim X5 Basic (CPU Intel XScale PXA250 a 300MHz, 32MB RAM, 48MB ROM)
  - Dell Axim X5 Advance (CPU Intel XScale PXA250 a 400MHz, 64MB RAM, 48MB ROM)

- Dell Axim x3
  - Dell Axim X3i

- Dell Axim x30
  - Dell Axim X30 Standard (CPU Intel XScale PXA270 a 312 MHz, 32 MB RAM, 32 MB ROM)
  - Dell Axim X30 Wireless-PAN/LAN (CPU Intel XScale PXA270 a 312 MHz, 64 MB RAM, 64 MB ROM, WLAN, Bluetooth)
  - Dell Axim X30 Wireless-PAN/LAN - 624MHz (CPU Intel XScale PXA270 a 624MHz, 64MB RAM, 64MB ROM, WLAN, Bluetooth, incluye Docking Station)
  - otras variantes de los paquetes incluyen navegador GPS Bluetooth o por cable

- Dell Axim x50
  - Dell Axim X50 416 MHz  (CPU Intel XScale PXA270 a 416MHz, 64MB RAM, 64MB ROM, Bluetooth)
  - Dell Axim X50 520 MHz  (CPU Intel XScale PXA270 a 520MHz, 64MB RAM, 128MB ROM, WLAN, Bluetooth, incluye Docking Station)
  - Dell Axim X50v (CPU Intel XScale PXA270 a 624MHz, 64MB RAM, 128MB ROM, WLAN, Bluetooth, Pantalla táctil VGA, incluye Docking Station)
  - otras variantes de los paquetes incluyen navegador GPS Bluetooth

- Dell Axim x51
  - Dell Axim X51 416 MHz  (CPU Intel XScale PXA270 a 416MHz, 64MB RAM, 128MB ROM, Bluetooth)
  - Dell Axim X51 520 MHz  (CPU Intel XScale PXA270 a 520MHz, 64MB RAM, 128MB ROM, WLAN, Bluetooth, incluye Docking Station)
  - Dell Axim X51v 624 MHz (CPU Intel XScale PXA270 a 624MHz, 64MB RAM, 256MB ROM, WLAN, Bluetooth, Pantalla táctil VGA, incluye Docking Station)